# 오사마 아사이디
오사마 아사이디(Oussama Assaidi, 1988년 8월 15일, 모로코 ~)는 모로코의 전 축구 선수로, 현역 시절 포지션은 윙어였다.